# Alabina
Alabina è un gruppo musicale francese che suona un genere di musica mix di vari stili: Medio Orientale, arabo, francese, ebraico, e gitana (in lingua spagnola).

## Nota sul nome
Secondo il sito Alabina.org, la parola Alabina in Arabo ha due significati: "Andiamo" e "Dio è tra noi". Il nome deriva dal titolo della prima canzone degli Alabina. È anche il nome del primo album del gruppo.

## Formazione
Gli Alabina sono composti dalla cantante israeliana Ishtar, e la band di Los Niños de Sara, che forniscono le voci maschili e gli arrangiamenti musicali.

### Ishtar
Ishtar è nata e cresciuta in Israele. I suoi genitori sono di origine marocchina ed egiziana. Lei parla e canta in arabo, ebraico, francese, spagnolo ed inglese. Ishtar inizia ad esibirsi nei club all'età di 15 anni e ha anche prestato servizio nell'esercito israeliano, dove svolgeva la funzione di tecnico elicotterista. Anche se di nascita si chiama Eti Zach, ha poi scelto il nome "Ishtar", una dea mesopotamica, perché sua nonna la chiamava Ester, che "con il suo accento egiziano sembrava Ishtar" ha detto.
Come il cantante degli Alabina, Ishtar canta spesso in arabo, integrando gli spagnoli di Los Niños de Sara. Lei canta spesso in stile arabo, con una voce acuta. Canta anche canzoni in ebraico, a volte le canzoni della sua infanzia. Ha cantato con i Los Niños in spagnolo. Da sola, canta spesso in francese ed in inglese, ad esempio "C'Est La Vie My Baby" ( Truly (Emet) ) e "Last Kiss" ( The Voice of Alabina ). Nove su dodici canzoni del suo album The Voice of Alabina sono in francese - e due canzoni in inglese.
La foto di Ishtar è frequentemente presente nelle copertine degli album. Ha i capelli tinti di biondo, Talvolta ricci o mossi, e gli occhi marrone scuro. A volte nei concerti veste con abiti provocanti.
Da solista Ishtar ha prodotto tre album: Alabina (2000), Truly (Emet) (2003) e Je sais d'où je viens (2005). Il primo è composto principalmente da canzoni francesi, la seconda è per lo più in ebraico, e ultimo album di Ishtar è principalmente in lingua araba, con quattro canzoni in francese, uno in spagnolo ed altri pezzi con parti in inglese.
Ishtar attualmente vive in Francia.

### Los Niños de Sara
Los Niños de Sara (in spagnolo, "figli di Sara") sono gitani di lingua spagnola nativi di Montpellier, in Francia. I quattro sono cugini e si chiamano Antonio ("Tonio") (scritto anche Antoine) Contreras, Ramón Compas, Santiago ("Santi") Lorente, e Coco. Anche se parlano spagnolo e francese, ma cantano in spagnolo la loro lingua d'origine. Tonio, il cantante maschio e suona la chitarra. Oltre a fornire tutte le voci di back-up, Ramón suona la chitarra mentre Santi e Coco suonano le percussioni.
Per conto proprio, Los Niños hanno prodotto due CD: La Cubanita (2001) e Gipsyolé (2003). Le loro canzoni parlano spesso di famiglia, d'amore, e di Dio. Los Niños sono cattolici.
Essi vivono attualmente in Francia.

## Influenze
La musica degli Alabina mescola diversi stili, culture e lingue: Medio Orientale, spagnola, francese, raï, flamenco, gypsy, arabo ed a volte pop occidentale.